# Europarlamentari della Spagna della VII legislatura
Gli europarlamentari della Spagna della VII legislatura (2009-2014), eletti in occasione delle elezioni europee del 2009, sono stati i seguenti.

## Composizione storica
| Europarlamentare                      | Lista                                                          | Gruppo    |
| ------------------------------------- | -------------------------------------------------------------- | --------- |
| Magdalena Alvarez                     | Partito Socialista Operaio Spagnolo                            | S&D       |
| Josefa Andrés Barea                   | Partito Socialista Operaio Spagnolo                            | S&D       |
| Pablo Arias Echeverría                | Partito Popolare                                               | PPE       |
| Inés Ayala Sender                     | Partito Socialista Operaio Spagnolo                            | S&D       |
| Pilar Ayuso                           | Partito Popolare                                               | PPE       |
| Maria Badia I Cutchet                 | Partito Socialista Operaio Spagnolo                            | S&D       |
| Izaskun Bilbao Barandica              | Coalizione per l'Europa (Partito Nazionalista Basco)           | ALDE      |
| Alejandro Cercas                      | Partito Socialista Operaio Spagnolo                            | S&D       |
| Ricardo Cortés Lastra                 | Partito Socialista Operaio Spagnolo                            | S&D       |
| Luis De Grandes Pascual               | Partito Popolare                                               | PPE       |
| Pilar Del Castillo Vera               | Partito Popolare                                               | PPE       |
| Emilio Menéndez Del Valle             | Partito Socialista Operaio Spagnolo                            | S&D       |
| Íñigo Méndez De Vigo                  | Partito Popolare                                               | PPE       |
| Agustín Díaz De Mera García Consuegra | Partito Popolare                                               | PPE       |
| Rosa Estaràs Ferragut                 | Partito Popolare                                               | PPE       |
| Santiago Fisas Ayxelà                 | Partito Popolare                                               | PPE       |
| Carmen Fraga Estévez                  | Partito Popolare                                               | PPE       |
| José Manuel García-Margallo Y Marfil  | Partito Popolare                                               | PPE       |
| Iratxe García Pérez                   | Partito Socialista Operaio Spagnolo                            | S&D       |
| Eider Gardiazabal Rubial              | Partito Socialista Operaio Spagnolo                            | S&D       |
| Salvador Garriga Polledo              | Partito Popolare                                               | PPE       |
| Enrique Guerrero Salom                | Partito Socialista Operaio Spagnolo                            | S&D       |
| Cristina Gutiérrez-Cortines           | Partito Popolare                                               | PPE       |
| Esther Herranz García                 | Partito Popolare                                               | PPE       |
| Carlos Iturgaiz                       | Partito Popolare                                               | PPE       |
| Ramón Jáuregui Atondo                 | Partito Socialista Operaio Spagnolo                            | S&D       |
| Teresa Jiménez-Becerril Barrio        | Partito Popolare                                               | PPE       |
| Oriol Junqueras I Vies                | Europa dei Popoli (Sinistra Repubblicana di Catalogna)         | Verdi/ALE |
| Verónica Lope Fontagné                | Partito Popolare                                               | PPE       |
| Juan Fernando López Aguilar           | Partito Socialista Operaio Spagnolo                            | S&D       |
| Antonio López-Istúriz White           | Partito Popolare                                               | PPE       |
| Miguel Angel Martínez Martínez        | Partito Socialista Operaio Spagnolo                            | S&D       |
| Antonio Masip Hidalgo                 | Partito Socialista Operaio Spagnolo                            | S&D       |
| Gabriel Mato                          | Partito Popolare                                               | PPE       |
| Jaime Mayor Oreja                     | Partito Popolare                                               | PPE       |
| Willy Meyer                           | La Sinistra (Sinistra Unita)                                   | GUE/NGL   |
| Francisco José Millán Mon             | Partito Popolare                                               | PPE       |
| María Muñiz De Urquiza                | Partito Socialista Operaio Spagnolo                            | S&D       |
| Raimon Obiols                         | Partito Socialista Operaio Spagnolo                            | S&D       |
| Andrés Perelló Rodríguez              | Partito Socialista Operaio Spagnolo                            | S&D       |
| Teresa Riera Madurell                 | Partito Socialista Operaio Spagnolo                            | S&D       |
| Carmen Romero López                   | Partito Socialista Operaio Spagnolo                            | S&D       |
| Raül Romeva I Rueda                   | La Sinistra (Iniziativa per la Catalogna Verdi)                | Verdi/ALE |
| José Ignacio Salafranca Sánchez-Neyra | Partito Popolare                                               | PPE       |
| Antolín Sánchez Presedo               | Partito Socialista Operaio Spagnolo                            | S&D       |
| Francisco Sosa Wagner                 | Unione Progresso e Democrazia                                  | NI        |
| Ramon Tremosa I Balcells              | Coalizione per l'Europa (Convergenza Democratica di Catalogna) | ALDE      |
| Alejo Vidal-Quadras                   | Partito Popolare                                               | PPE       |
| Luis Yáñez-Barnuevo García            | Partito Socialista Operaio Spagnolo                            | S&D       |
| Pablo Zalba Bidegain                  | Partito Popolare                                               | PPE       |

## Modifiche intervenute

### Partito Popolare
- In data 13.01.2012 a José Manuel García-Margallo Y Marfil subentra María Auxiliadora Correa Zamora.
- In data 13.01.2012 a Íñigo Méndez De Vigo subentra Juan Andrés Naranjo Escobar.

### Partito Socialista Operaio Spagnolo
- In data 19.07.2010 a Magdalena Alvarez subentra Sergio Gutiérrez Prieto.
- In data 16.11.2010 a Ramon Jauregui Atondo subentra María Irigoyen Pérez.

### Europa dei Popoli
- In data 01.01.2012 a Oriol Junqueras I Vies subentra Ana Maria Miranda Paz (Blocco Nazionalista Galiziano).
- In data 11.07.2013 ad Ana Maria Miranda Paz subentra Iñaki Irazabalbeitia Fernández (Aralar).

### Europarlamentari eletti per effetto dell'attribuzione di seggi ulteriori
- In data 01.12.2011 sono proclamati eletti Vicente Miguel Garcés Ramón (PSOE), Dolores García-Hierro Caraballo (PSOE), Eva Ortiz Vilella (PP) e Salvador Sedó I Alabart (Coalizione per l'Europa: Unione Democratica di Catalogna).

### Modifiche nella rappresentanza dei partiti nazionali
- In data 07.03.2014 Alejo Vidal-Quadras lascia il Partito Popolare e aderisce a Vox.